# Бицовы
Бицовы (Бюцовы, нем. Bützow) — дворянский род.

## Происхождение и история рода
Родоначальник — Николас Бюцов (1707—1754) — по происхождению швед, пастор церкви св. Петра в Петербурге.
Его сыновья:
- Николай Николаевич (ок.1750—1823) — дипломат, действительный статский советник, посол в Испании и Саксонии[1];
- Карл Николаевич (нем. Carl Friedrich Bützow; 1760—после 1797) — доктор медицины[2]
  - сын последнего, Карл Карлович (1791—1852) — дипломат, действительный статский советник. С 1826 по 1830 управлял дипломатической канцелярией Цесаревича Константина Павловича в Варшаве, ген.консул в Данциге (1832—1842) и Генуе (с 1842)[3]. 7 февраля 1836 года коллежскому советнику Карлу Бицову, за службу отца его, доктора статского советника Карла Бицова, пожалован диплом на потомственное дворянское достоинство.
    - его сын, Бюцов, Евгений Карлович (1837—1904) — русский дипломат.

## Описание герба
В червлёном поле серебряный с таким же кольцом и анкерштоком якорь.
Щит увенчан дворянскими шлемом и короною. Нашлемник: возникающий с червлёными глазами и языком лебедь, сопровождаемый серебряною о шести лучах звездою. Намёт: червлёный с серебром. Герб Бицова внесён в Часть 11 Общего гербовника дворянских родов Всероссийской империи, стр. 79.